# الساندرو زوپتی
الساندرو زوپتی (انگلیسی: Alessandro Zoppetti؛ زادهٔ ۲۸ مارس ۱۹۷۹) بازیکن فوتبال اهل ایتالیا است.
از باشگاه‌هایی که در آن بازی کرده‌است می‌توان به باشگاه فوتبال رجینا، باشگاه فوتبال پروجا، باشگاه فوتبال آسکولی، باشگاه فوتبال لچه، باشگاه فوتبال کرمونزه، باشگاه فوتبال سالرنیتانا، باشگاه فوتبال کاتانیا، باشگاه فوتبال دلفینو پسکارا، باشگاه فوتبال پیزا، و باشگاه فوتبال یو. اس. پرگولیتزه اشاره کرد.